# Daryfenacyna
Daryfenacyna (łac. Darifenacinum) – bloker receptorów muskarynowych M3, stosowany w leczeniu zaburzeń czynnościowych pęcherza moczowego.

## Mechanizm działania
Receptory muskarynowe M3 (M3SRA) odpowiedzialne są za kontrolę skurczów mięśni pęcherza moczowego. Ich nadmierna aktywność jest przyczyną występowania zespołu nadreaktywnego pęcherza, który objawia się:
- częstszą potrzebą mikcji,
- występowaniem nagłego parcia na mocz,
- problemami z utrzymaniem moczu.

Daryfenacyna jest selektywnym inhibitorem receptorów muskarynowych M3, choć nie wiadomo, czy uroselektywność ma jakieś znaczenie w skuteczności terapii tym lekiem.
Badania klinicznie dowiodły, że daryfenacyna u pacjentów cierpiących na zespół nadreaktywnego pęcherza zwiększa jego objętość, podwyższa poziom moczu wywołujący potrzebę mikcji oraz zmniejsza częstość skurczów mięśni wypieracza. Dzięki swemu działaniu, lek znacznie poprawia wygodę życia u chorych z zaburzeniami czynnościowymi pęcherza moczowego.

## Farmakokinetyka
Jeżeli nie zaznaczono inaczej, właściwości farmakokinetyczne daryfenacyny odnoszą się do preparatu o przedłużonym uwalnianiu.
Lek wchłania się z przewodu pokarmowego dość wolno, osiągając maksymalne stężenie we krwi w ciągu 7 godzin. Pokarm nie ma żadnego wpływu na farmakokinetykę daryfenacyny. Pełną skuteczność leczenia uzyskuje się najpóźniej szóstego dnia terapii. Biodostępność preparatu jest niewielka, ze względu na silny efekt pierwszego przejścia, i wynosi 15-19%. Lek wiąże się w 98% z białkami osocza.
Daryfenacyna metabolizowana jest w wątrobie przy udziale: izoenzymów CYP2D6 i CYP3A4 cytochromu P450 oraz CYP3A4 w ściankach jelita. Szlak metaboliczny leku polega przede wszystkim na monohydroksylacji i otwarciu pierścienia dihydrobenzofuranu oraz na N-dezalkilacji w pierścieniu pirolidyny. Powstałe w ten sposób metabolity nie posiadają żadnej aktywności farmakologicznej. Okres półtrwania daryfenacyny wynosi 13–19 godzin. Lek wydalany jest prawie wyłącznie w postaci zmetabolizowanej, głównie z moczem (ok. 60%). Tylko około 3% podanej dawki wydalane jest w postaci niezmienionej.

## Wskazania
Zespół nadreaktywnego pęcherza oraz wszystkie jego objawy, tj. nietrzymanie moczu, częsta potrzeba mikcji, nagłe parcie na mocz. Polskie Towarzystwo Ginekologiczne zaleca daryfenacynę jako podstawowy lek w leczeniu wspomnianych zaburzeń.

## Przeciwwskazania
- nadwrażliwość na daryfenacynę lub którykolwiek składnik preparatu,
- zatrzymanie moczu,
- zatrzymanie treści żołądkowej,
- nieleczona lub niewyrównana jaskra z wąskim kątem przesączania,
- miastenia,
- ciężkie postacie zaburzeń wątroby,
- ciężkie wrzodziejące zapalenie jelita grubego,
- ostre rozdęcie okrężnicy,
- jednoczesne leczenie silnymi inhibitorami izoenzymu CYP3A4, takimi jak inhibitory proteazy (np. rytonawir), ketokonazol, itrakonazol, i silnymi inhibiotorami glikoproteiny P (np. cyklosporyna, werapamil),
- ciąża i karmienie piersią (ze względu na brak badań).

## Ostrzeżenia specjalne
1. Przed rozpoczęciem leczenia daryfenacyną należy wykluczyć neurogenną nadwrażliwość wypieracza[a] oraz niewydolność serca lub choroby nerek.
2. Należy zachować ostrożność przy stosowaniu daryfenacyny w przypadku chorych z ryzykiem:
  - zmniejszenia motoryki żołądkowo-jelitowej,
  - zmniejszenia odpływu żołądkowo-przełykowego,
  - wystąpienia zapalenia przełyku (np. wskutek stosowania bifosfonianów)
  - zatrzymania moczu.
oraz pacjentów z:
  - neuropatią autonomicznego układu nerwowego,
  - przepukliną rozworu przełykowego,
  - zatkanym odpływem pęcherza,
  - ciężkimi zaparciami,
  - zaburzeniami przewodu pokarmowego powodującymi niedrożność jelit.
3. Lek może maskować objawy zapalenia pęcherzyka żółciowego.

## Interakcje
W przypadku przyjmowania leków będących silnymi inhibitorami CYP2D6 (paroksetyna, terbinafina, cymetydyna, chinidyna) leczenie daryfenacyną należy zacząć od 7,5 mg.
Ryfampicyna, karbamazepina, barbiturany, ziele dziurawca zmniejszają stężenie daryfenacyny we krwi.
Należy zachować szczególną ostrożność w trakcie jednoczesnego leczenia daryfenacyną oraz lekami metabolizowanymi przez CYP2D6, mającymi wąski przedział terapeutyczny, takimi jak flekainid, tiorydazyna, trójpierścieniowe leki przeciwdepresyjne, ze względu na fakt, iż daryfenacyna jest umiarkowanym inhibitorem wspomnianego izoenzymu.
Jednoczesne przyjmowanie innych leków przeciwmuskarynowych (oksybutyniny, tolterodyny, flawoksatu) może nasilić działania niepożądane oraz zwiększać siłę działania przeciwcholinergicznych leków stosowanych w leczeniu choroby Parkinsona.

## Działania niepożądane
Do najczęściej występujących działań niepożądanych należą suchość w jamie ustnej (częstość występowania: 20,2–35%, w zależności od stosowanej dawki), zaparcia (14,8–21%), bóle głowy, zespół suchego oka, dolegliwości gastryczne. Znacznie rzadziej występują:
- zakażenia dróg moczowych,
- bezsenność i zaburzenia snu,
- zawroty głowy,
- epizody nadciśnieniowe,
- skórne reakcje alergiczne,
- zaburzenia erekcji, zapalenie pochwy,
- zwiększenie aktywności aminotransferaz.

## Preparaty
- Emselex – Novartis – tabletki o przedłużonym uwalnianiu 7,5/15 mg (w postaci bromowodorku).